# Peekskill (New York)
Peekskill je grad u američkoj saveznoj državi New York. Prema popisu stanovništva iz 2010. u njemu je živjelo 23.583 stanovnika.